# Dvoukřídlí
Dvoukřídlí (Diptera – z řečtiny „dvě křídla“) je početný řád hmyzu. Značná část zástupců řádu se lidově nazývá mouchy. Typickým znakem dvoukřídlých je, že mají pouze jeden pár blanitých křídel. Druhý pár zakrněl v paličkovité útvary zvané haltery (halterae; kyvadélka), které slouží k vyvažování. Dvoukřídlí se vyskytují po celém světě kromě polárních oblastí. Počet druhů se odhaduje zhruba na 100 000. Kromě žijících druhů jsou známy vyhynulé druhy, které se nejčastěji zachovaly v jantaru.

## Typické znaky

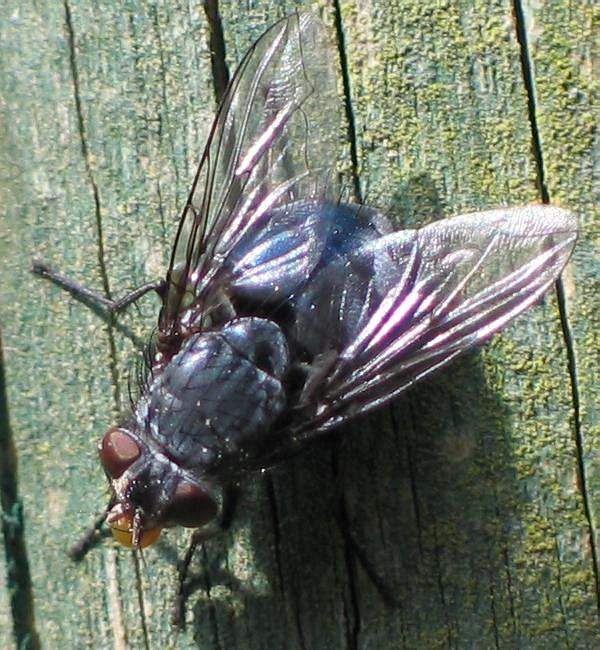
bzučivka (Calliphora)

Zadeček dvoukřídlého hmyzu může být stopkatý nebo je celou svou šířkou spojen s hrudí a je složen ze čtyř až devíti zřetelně viditelných kroužků. Poslední z kroužků je zpravidla proměněn v poměrně složité pohlavní ústrojí.
Hruď je spojena v jeden celek, přesto lze odlišit tři jednotlivé části; na každé části je umístěn jeden pár nohou. Předohruď a zadohruď je zmenšená, přičemž na zadohrudi je umístěn druhý pár křídel, který je zakrnělý do tzv. kyvadélek (halterae, haltery). Kyvadélka jsou zpravidla bílá a mohou být zakryta poloprůsvitnou šupinou. Středohruď je výrazně zvětšená, s létacími svaly a jediným párem létacích křídel. Křídla mají podlouhlý tvar, jsou blanitá, nejčastěji čirá nebo lehce nahnědlá. Na křídlech jsou zpravidla dobře viditelné žilky, přičemž propojení žilek je často jediným ukazatelem jednotlivých rodů. V některých případech mohou být křídla skvrnitá či dokonce pruhovaná. Ve vzácném případě mohou křídla chybět (např. puporodky).
Nohy dvoukřídlého hmyzu mají stavbu typickou pro hmyz, chodidla jsou složena z pěti článků, přičemž pata (první článek) bývá výrazně prodloužena. Na posledním článku zpravidla bývají dva drápky, mezi nimiž je většinou umístěno houbovité přidržovací ústrojí, které umožňuje lezení po hladkém povrchu.
Nejvýraznějším prvkem hlavy je pár velkých složených očí. Méně výrazná jsou mezi nimi umístěná tři očka, která mohou být redukována na dvě a zcela výjimečně mohou chybět. Ústní ústrojí je zpravidla tvořeno sosákem, který může mít různý vzhled. Tvoří ho horní a spodní pysk. Sosák je zpravidla značně pohyblivý a může být i zcela zatažen. Nejtypičtější je sací ústní ústrojí, dalšími jsou bodavě-sací nebo zvhčovací ústní ústrojí. Na sosáku jsou dva páry rohových štětinek proměněných v čelisti, které mohou být velmi ostré (např. komárovití). Makadla pysková u dvoukřídlých zcela chybí, vyvinuta jsou pouze makadla čelistní, která mají jeden až pět článků.
Tykadla jsou dvojího typu, a to buď krátká, složená ze tří článků, nebo dlouhá, složená ze šesti až 36 článků. Podle tykadel jsou dvoukřídlí rozděleni na krátkorohé (Diptera brachycera) a dlouhorohé (Diptera nematocera).
Anatomie dvoukřídlých víceméně odpovídá obvyklé anatomii hmyzu, jedinou větší zvláštností je poměrně komplikované zažívací ústrojí s velmi vyvinutým savým žaludkem. Nervová soustava je na hmyz také poměrně vyvinuta a nervové uzliny jsou u některých čeledí spojeny do jednoho celku.
U některých čeledí dochází ke zvětšení vzdušnic, které se v těle rozšiřují a tvoří tak značnou část těla.
Nápadným projevem dvoukřídlých je obrovská manévrovací schopnost při letu. Je způsobena smyslovými orgány u kyvadélek; mouchy pomocí nich dovedou vnímat vzdušné proudy a řadu dalších informací, které mohou pro let využít.
Typickým rysem zástupců tohoto řádu je bzučení. O tom, jak bzučení vzniká, nepanuje mezi odborníky shoda – nejčastěji přijímanou teorií je, že k němu dochází vlivem rychlého mávání křídel, která se třou o kyvadélka.
Ačkoli se jedná o příliš početný řád na to, aby se dala stanovit velikost zástupců, lze tvrdit, že velikost naprosté většiny zástupců se pohybuje v rozmezí dvou až 35 milimetrů.

## Rozmnožování

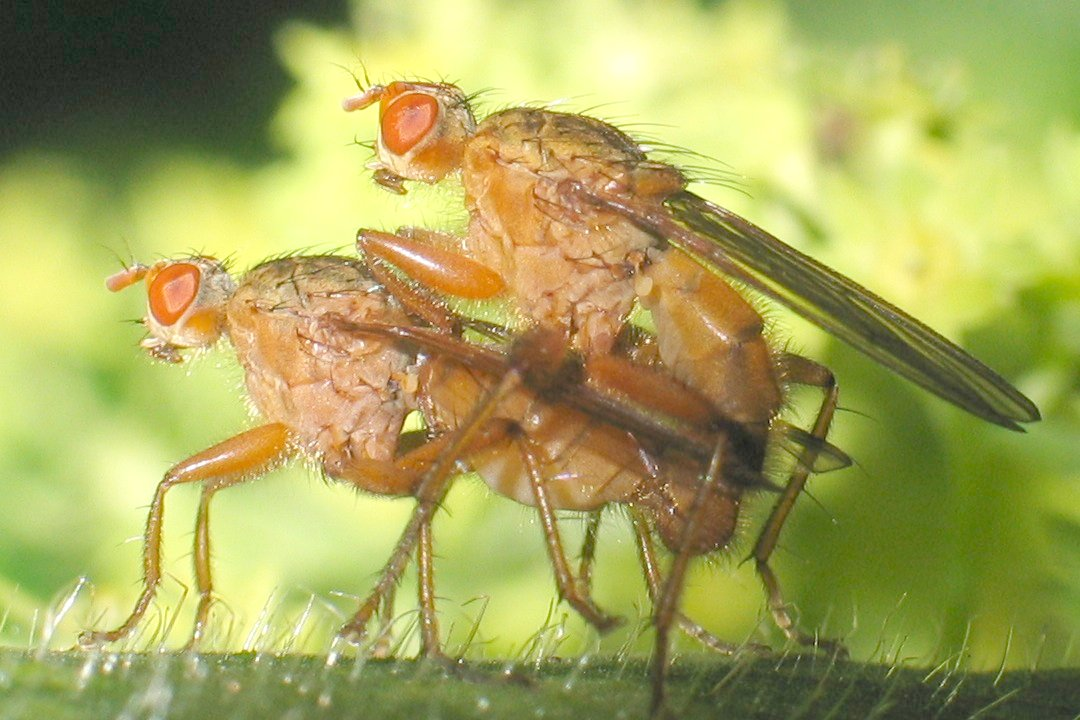
Scatophaga sp. – výkalnice

U příslušníků řádu dvoukřídlí je běžný pohlavní dimorfismus (rozdíl mezi samcem a samicí) v morfologii (tykadla, sosák aj.) a ve zbarvení.
Pro dvoukřídlé je typická proměna dokonalá. Samičky zpravidla kladou značný počet vajec do prostředí výhodného k výživě larev. Příhodnost prostředí se liší podle druhu (eutrofní vody, eutrofizované vody, hnojiště, žumpy, jiné rozkládající se organické látky včetně mršin, rostliny, humus, stromový trouch, houby, tělo živočišného hostitele aj.). Některé druhy rodí larvy prvního stadia – kladou je nebo pouštějí za letu (např. mouchy z čeledi masařkovití kladou larvy na maso či do tělních dutin a ran obratlovců včetně člověka).
Larvy jsou vždy beznohé. Hlavu mohou mít zřetelnou, s tykadly nebo nezřetelnou, ve výjimečných případech ji nemají vůbec. (Lidové pojmenování larev je červi.) Většina larev se několikrát svlékne a poté zakuklí.
U dvoukřídlých se rozlišují dva typy zakuklení. Larvy se zřetelnou hlavou se před zakuklením svlečou a přemění v pohyblivou kuklu, na které jsou patrny všechny části dospělce; taková kukla praská podélně. Bezhlavé larvy nebo larvy s nezřetelnou hlavou se před zakuklením nesvlékají, jejich kůže ztvrdne a vytvoří nepohyblivou kuklu. Taková kukla praská v horní části kolem dokola; dospělec, který kuklu opouští, nadzdvihne horní část jako pokličku.

## Obživa
Těžko lze hovořit o konkrétním způsobu obživy, protože řád zahrnuje množství specialistů na jeden (často i lokálně) zvláštní druh potravy. Obecně lze říci, že pro dospělce je nejobvyklejší potravou nektar, ale mnoho druhů je masožravých. Všeobecně rozšířenou představou je, že samičky některých čeledí (komárovití, ovádovití) se živí krví; tato představa je nepřesná. Samičky potřebují krev, aby získaly bílkoviny pro vyvíjející se vajíčka, v ostatních případech se živí nektarem a pylem.
Ještě složitější je problematika obživy larev – skladba jejich potravy je téměř neomezená.

## Význam
Význam dvoukřídlých je značný, patří k nejvýznamnějším opylovačům (např. pestřenky). Dalším významným přínosem pro ekosystém je, že se dospělci nebo jejich larvy podílejí na likvidaci rozkládajících se látek. Díky početnosti jsou také významnou složkou potravního řetězce.
Čeledi octomilkovitých se využívá laboratorně, protože octomilky jsou optimálně vhodné ke genetickým pokusům. Výzkum octomilky obecné započal Thomas Hunt Morgan roku 1906.
Dvoukřídlí patří vedle klíšťat (ta patří do řádu roztočů, nikoli do třídy hmyzu) mezi nejvýznamnější vektory virových, bakteriálních, protozoárních či helmintických chorob. Například Komáři jsou přenašeči malárie, horečky dengue, žluté horečky, zika viru nebo elefantiázy. Mouchy rodu Glossina přenášejí spavou nemoc. Mouchy rodu Phlebotomus a Lutzomyia jsou vektorem leishmaniózy. Některé druhy patří mezi parazity nebo jsou „zemědělsky škodlivé“.

## Dělení
Roztřídit tak početný řád na smysluplně skupiny je komplikované. Ačkoli existovalo více pokusů jak vytvořit systém, ustálilo se původní třídění dvoukřídlých na dva podřády podle počtu článků tykadel. Prvním podřádem jsou tzv. krátkorozí (Diptera brachycera), kteří mají krátká silná tříčlánková tykadla. Poslední článek krátkorohých obsahuje tzv. tykadlovou brvu. Druhý podřád má tykadla dlouhá a nitkovitá, s šesti až třiceti šesti články; jeho zástupci byli nazváni dlouhorozí (Diptera nematocera).
Ve starší literatuře se lze setkat i s dělením podle způsobu zakuklení. Skupina larev bezhlavých nebo larev s nezřetelnou hlavou, jež se promění v nepohyblivou kuklu, která praskne nahoře, odkud dospělec vyleze, byla nazvána Diptera cyclorrhapha. Skupina dvoukřídlých s pohyblivou kuklou, která praská v podélném švu, byla nazvána Diptera orthorrhapha. Toto dělení má však řadu nevýhod, a proto se příliš neujalo.

## Stopkoočkovití
Zajímavou skupinou jsou stopkoočkovití (čeleď Diopsidae), jejichž oči jsou umístěny na stopkách čnějících do stran – působí dojmem jakýchsi mimozemských tvorů.